# 江村剛
江村 剛（えむら つよし）は、日本の土木工学者。関西エアポート執行役員。関西空港調査会航空需要に対応した空港運用研究会メンバー。土木学会フェロー・2024理事。

## 略歴
1992年大阪工業大学大学院工学研究科土木工学（現：都市デザイン工学）専攻修士課程修了。同年、関西国際空港入社。同空港建設事務所技術・設計グループにて、関西国際空港における地盤工学・地盤情報システムの研究に従事。2017年関西エアポート技術部次長。2021年同社関西国際空港T1リノベーション部長などを経て、同社執行役員に就任。2024年土木学会理事。長年に渡り一貫して、関西国際空港における数々のプロジェクト（2期工事、第1ターミナルリノベーション、24時間運用海上空港の実現等）に携わっている。
主な所属団体は、土木学会、地盤工学会、関西空港調査会、日本第四紀学会など。

## 主な研究
- 関西国際空港における地盤挙動予測への地質学からのアプローチ ： 京都大学理学部・京都大学防災研究所との共同研究[5]
- 関西国際空港建設における地盤情報データベースの構築と活用
- 関西国際空港埋立による洪積層の沈下と水圧挙動
- 関西国際空港連絡橋タンカー船衝突による大破からの復旧
- 関西国際空港2期空港島深層ボーリングコア（KIX18-1）の色変化のデジタル化